# Günther Pancke

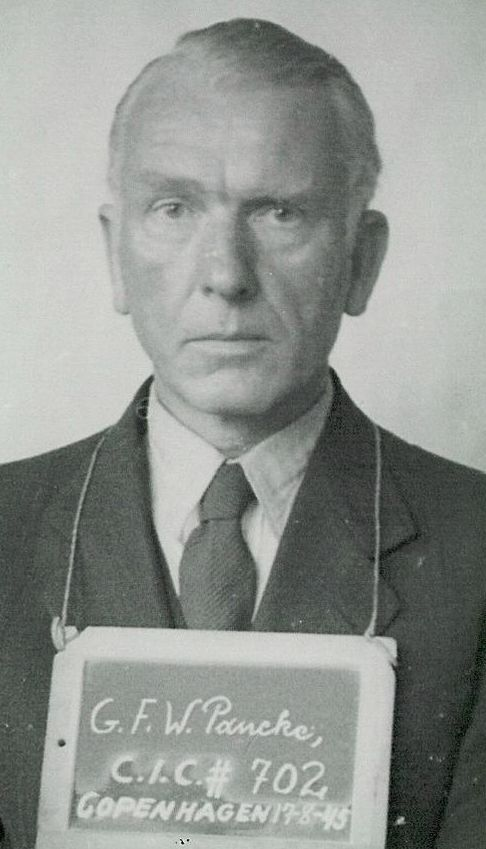
Aufnahme von Pancke in alliiertem Gewahrsam am 17. August 1945 in Kopenhagen.

Günther Friedrich Wilhelm Ludwig Pancke (* 1. Mai 1899 in Gnesen; † 17. August 1973 in Hamburg) war ein deutscher SS-Obergruppenführer sowie General der Polizei und Waffen-SS. Von 1943 bis 1945 war er Höherer SS- und Polizeiführer in Dänemark.

## Leben
Pancke wurde 1899 als Sohn eines Offiziers geboren. Ab 1910 war er in einem preußischen Kadettenkorps und nahm im Ersten Weltkrieg ab 1917 im Rang eines Leutnants teil. Nach Kriegsende wurde er Angehöriger der Eisernen Division im Baltikum und von 1919 bis 1920 war er als Mitglied eines Freikorps im Grenzschutz Ostpreußens stationiert. Im Jahre 1920 zog Pancke nach Südamerika. Er ging dort, wechselweise in Argentinien und Chile, der Tätigkeit eines Landarbeiters nach, ehe er 1927 nach Deutschland zurückkehrte und als Laborassistent in einem Physikalischen Labor in Kiel arbeitete. Pancke wurde 1931 aus dem Labor entlassen, da er wegen seiner Tätigkeit für die Nationalsozialisten eine sechswöchige Gefängnisstrafe verbüßte. Grund für die Inhaftierung war die Verübung eines Gasanschlages auf ein Kino, in dem der Film „Im Westen nichts Neues“ gezeigt wurde.
Er trat zum 1. August 1930 der NSDAP (Mitgliedsnummer 282.737) und am 1. Juni 1931 der SS bei (SS-Nummer 10.110), für die er ab 1931 hauptamtlich bis Juni 1932 als Ausbilder an der SS-Schule Kreiensen tätig war. Am 13. August 1936 wurde er zum SS-Brigadefuehrer befördert. In der Folgezeit stieg er in der SS-Hierarchie weiter auf, bis er 1938 Walther Darré als Leiter des SS-Rasse- und Siedlungshauptamts (RuSHA) ablöste. Er behielt diese Position bis 1940 inne. Sein Nachfolger wurde SS-Gruppenführer Otto Hofmann. Pancke wurde 1939 zum Verbindungsoffizier zwischen Führerhauptquartier, den SS-Totenkopfverbänden und den Einsatzgruppen des SD ernannt. Seine Beförderung zum Generalleutnant der Polizei erfolgte am 10. Mai 1941.

## Als HSSPF im Einsatz
Während dieser Zeit war Pancke als Höherer SS- und Polizeiführer „Mitte“ tätig. Mit Führerbefehl vom 6. Oktober 1943 hatte er diese Tätigkeit dann für Dänemark übertragen bekommen. Dieser Führererlass sah vor, dass er dem amtierenden Reichsbevollmächtigten für Dänemark, Werner Best beigegeben werden sollte. Best jedoch versuchte ihn in ein Unterstellungsverhältnis einzuzwingen, was nicht funktionierte. Das bildete den Hauptreibungspunkt ihres Agierens. Am 6. Dezember 1943 trat Pancke sein Amt in Kopenhagen an. Damit waren ihm alle SS- und Polizeikräfte in dem besetzten Land einschließlich Kräfte der Sicherheitspolizei, der Gestapo und des Sicherheitsdienstes der NSDAP unterstellt. Anfangs ließ sich Pancke auf gemeinsame Positionen mit Best ein, so bei den von Berlin geforderten Geiselerschießungen als Sühnemaßnahme. Hitler verlangte die Anwendung brutalster Mittel durch die Entfesselung eines offenen Gegenterrors, dem sich Pancke ab 1944 nicht mehr entzog. Er wechselte den Chef der Sicherheitspolizei für Kopenhagen aus, holte SS-Spezialisten zur Entfesselung eines Gegenterrors ins Land; seine Repressionspolitik brachte ihn immer mehr in Widerspruch zur Linie von Werner Best. Am 20. April 1944 wurde er zum SS-Obergruppenführer und General der Polizei befördert. Der schwerste Schlag gegen die Autorität des Reichsbevollmächtigten war, als Pancke am 18. September 1944 auf Befehl Hitlers vom 12. September, ohne Wissen von Best, die gesamte dänische Polizei verhaften und ins KZ Buchenwald einliefern ließ. Die als Aktion „Möwe“ geheim vorbereitete und vollzogene Aktion hatte ebenfalls zum Ziel, sich in Besitz der gesamten Unterlagen der dänischen Polizei zu bringen. Am 21. März 1945 erfolgte seine Beförderung zum General der Waffen-SS.
Pancke wurde nach dem Zweiten Weltkrieg in Dänemark verhaftet und am 20. September 1948 in Kopenhagen beim Großen Kriegsverbrecherprozess zu 20 Jahren Haft verurteilt. Im Jahre 1953 wurde er begnadigt. Er starb 1973 in Hamburg.